# 鯉魚尾
鯉魚尾，是台灣南投縣竹山鎮的一個傳統地域名稱，位於該鎮西部。相較於今日行政區，其範圍大致與鯉魚里相近。

## 歷史
台灣清治末期至日治初期，鯉魚尾地區為一街庄，稱為「鯉魚尾庄」，隸屬於鯉魚頭堡。該庄北與林內庄為鄰，東隔清水溪與福興庄、山坪頂庄、勞水坑庄為界，南邊為桶頭庄，西邊為新庄、棋盤厝庄、咬狗庄。
1901年（日治明治三十四年）11月，全台廢縣廳改設二十廳，該庄隸屬於斗六廳。1903年（明治三十六年）6月，該庄編入「勞水坑區」，隸屬於南投廳。1909年（明治四十二年）10月，合併二十廳為十二廳，勞水坑區改隸屬於南投廳。1920年（大正九年），全台地方制度大改正，廢十二廳改設五州二廳，該庄改制為「鯉魚尾」大字，隸屬於臺中州竹山郡竹山庄。1931年，竹山庄升格為竹山街。
戰後竹山街改制為竹山鎮，隸屬於臺中縣，大字亦改制為里。1950年10月，中、彰、投分治，竹山鎮改隸屬南投縣。

## 聚落
本地區發展較早的聚落有園尾、鯉魚尾、山腳（照安寮）、山邊、木瓜潭等，在日治期初期的官方地圖上已有記載。此外，本地區尚有山仔頂聚落。

## 交通
國道3號又稱「福爾摩沙高速公路」，是貫穿台灣西部的兩條縱向高速公路之一，大致以東微北—西微南走向經過鯉魚尾地區北部邊界外不遠處，並在與鄉道投47線交會處設有南雲交流道。由此可快速前往台灣南北各地。
省道台3線（集山路三段、新光路）俗稱「內山公路」，是臺北至屏東的幹道，大致以東南東—西北西走向轉東南—西北走向再繞大彎轉東北—西南走向經過鯉魚尾地區北部邊界外不遠處並近於國道3號，且以南雲交流道連絡道（投47線）與國道3號相接。由該道路向東南東經竹山市區轉東北東再轉北北東經國道3號竹山交流道連絡道路口後轉西北微北再轉北可前往名間、南投、草屯等地；向西南可前往林內、斗六、古坑、梅山等地。
縣道149號（鯉南路）是竹山至梅山的道路，大致以縱向蜿蜒經過本地區東部邊界外不遠處的清水溪右岸地帶。由該道路向東北微北可前往下崁東南部、竹圍子並止於省道台3線路口；向南可前往桶頭、樟湖、苦苓腳、大湖底、小梅（梅山）並止於省道台3線另一路口。
鄉道投53線（鯉行路）是過溪至瑞竹北郊的道路，大致以東北東—西南西走向由本地區東部邊界北側入境後，繞大彎轉北北東—南南西走向再轉北北西—南南東走向蜿蜒而行，至木瓜潭聚落轉東北東再轉東微南於本地區東部邊界南側出境。由該道路北段向東北東過清水溪鯉魚大橋後轉北北東可前往福興地區北部的過溪聚落並止於縣道149號路口；由南段向東微南過清水溪龍門大橋後可前往山坪頂西部並止於縣道149號另一路口。

## 學校
- 鯉魚國小